# Hamid Bénani
Hamid Bénani (àrab: حميد بناني; Meknes 5 de novembre de 1940), és un director de cinema, guionista i director de fotografia del marroquí. Bénani, un dels artistes més venerats del Marroc, ha realitzat diverses pel·lícules aclamades per la crítica, com ara Wechma, La prière des absents i L'enfant Cheïkh. He is also a producer, writer and author.

## Vida personal
Va néixer el 5 de novembre de 1940 a Meknes, Marroc. Va tenir educació religiosa en una escola alcorànica. Més tard, va completar els estudis secundaris als instituts Poeymirau i Moulay Ismaïl.

## Carrera
L'any 1958, Bénani va rebre una pràctica en teatre i un taller de creació i escriptura organitzat pel Ministeri de Joventut i Esports. Després, l'any 1964, va assistir a la Facultat de Lletres de Rabat per obtenir la llicència de filosofia. L'any 1965 va iniciar els estudis de cinema a l'Institut des hautes études cinématographiques (IDHEC) on va ser guardonat l'any 1967 en la secció "Direcció, producció i gestió". Mentrestant, va assistir a seminaris de dramatúrgia dirigits a la Sorbona i a l'EPHE2 pels filòsofs Jacques Derrida, Roland Barthes i Paul Ricoeur.
El 1968, Bénani es va incorporar a la Televisió Marroquina. Més tard va esdevenir el cap del departament de relacions externes. El 1969, va dimitir de la Societat Nacional de Radiodifusió i de Televisió (RTM). El 1970, va fundar la productora anomenada Sigma 3 en col·laboració amb Ahmed Bouanani, Mohamed Abderrahman Tazi i Mohamed Sekkat. En aquell any, la productora va produir el seu primer llargmetratge Wechma. La pel·lícula es va projectar a la Federació Marroquina de Cineclubs (FMCC) i va guanyar diversos premis i reconeixements en festivals de cinema, on el la pel·lícula és considerada per unanimitat com la pel·lícula fundadora de la cinematografia marroquina.
Tot i que la pel·lícula va rebre una gran popularitat entre la crítica, Bénani va haver d'esperar gairebé vint anys per dirigir el seu segon llargmetratge, La prière des absents. Aquesta pel·lícula està adaptada de la famosa novel·la de l'escriptor Tahar Ben Jelloun. L'any 2011 va dirigir la pel·lícula L'enfant Cheïkh. La pel·lícula es va estrenar al Festival Nacional de Tànger i va rebre l'aclamació de la crítica pel públic del festival. I la pel·lícula va guanyar el premi a la millor pel·lícula.
A banda de la direcció, va publicar la novel·la titulada "Le dernier chant des insoumises" editat per Editions du Sirocco. The book won Grand Atlas prize in 2019.

## Filmografia
| Any  | Pel·lícula            | Paper    | Gènere     | Ref.  |
| ---- | --------------------- | -------- | ---------- | ----- |
| 1967 | Les Bonnes            | Director | pel·lícula |       |
| 1967 | Coeur à Coeur         | Director | pel·lícula |       |
| 1970 | Wechma (Traces)       | Director | pel·lícula | [ 6 ] |
| 1993 | La prière des absents | Director | pel·lícula |       |
| 2012 | L'enfant Cheïkh       | Director | pel·lícula |       |
| 2017 | La Nuit ardente       | Director | pel·lícula |       |